# Ficus americana
Ficus americana es un árbol de la familia Moraceae, nativo de las Antillas y México en el norte, a través de América Central hasta el sur de Brasil. Es una especie introducida en Florida, EE. UU. La especie es variable; las cinco subespecies reconocidas se colocaron previamente en otras especies.

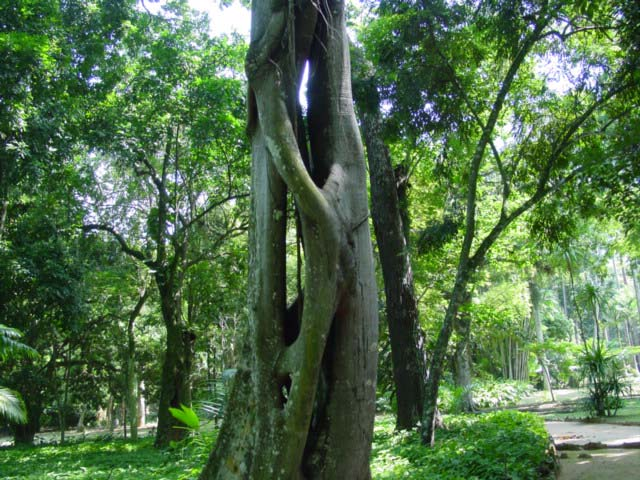
Ficus americana en el Jardín botánico de Río de Janeiro

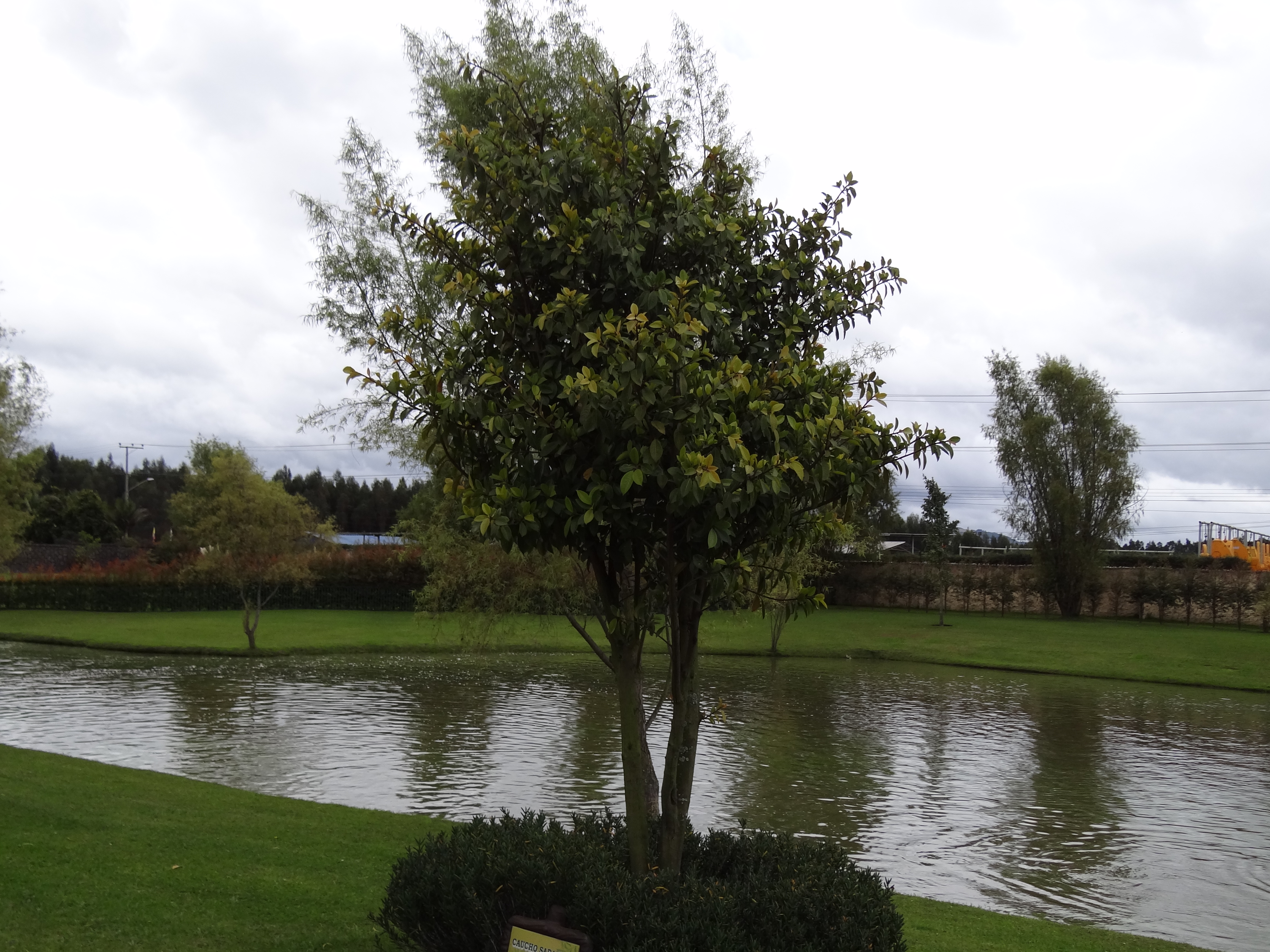
Vista de la planta

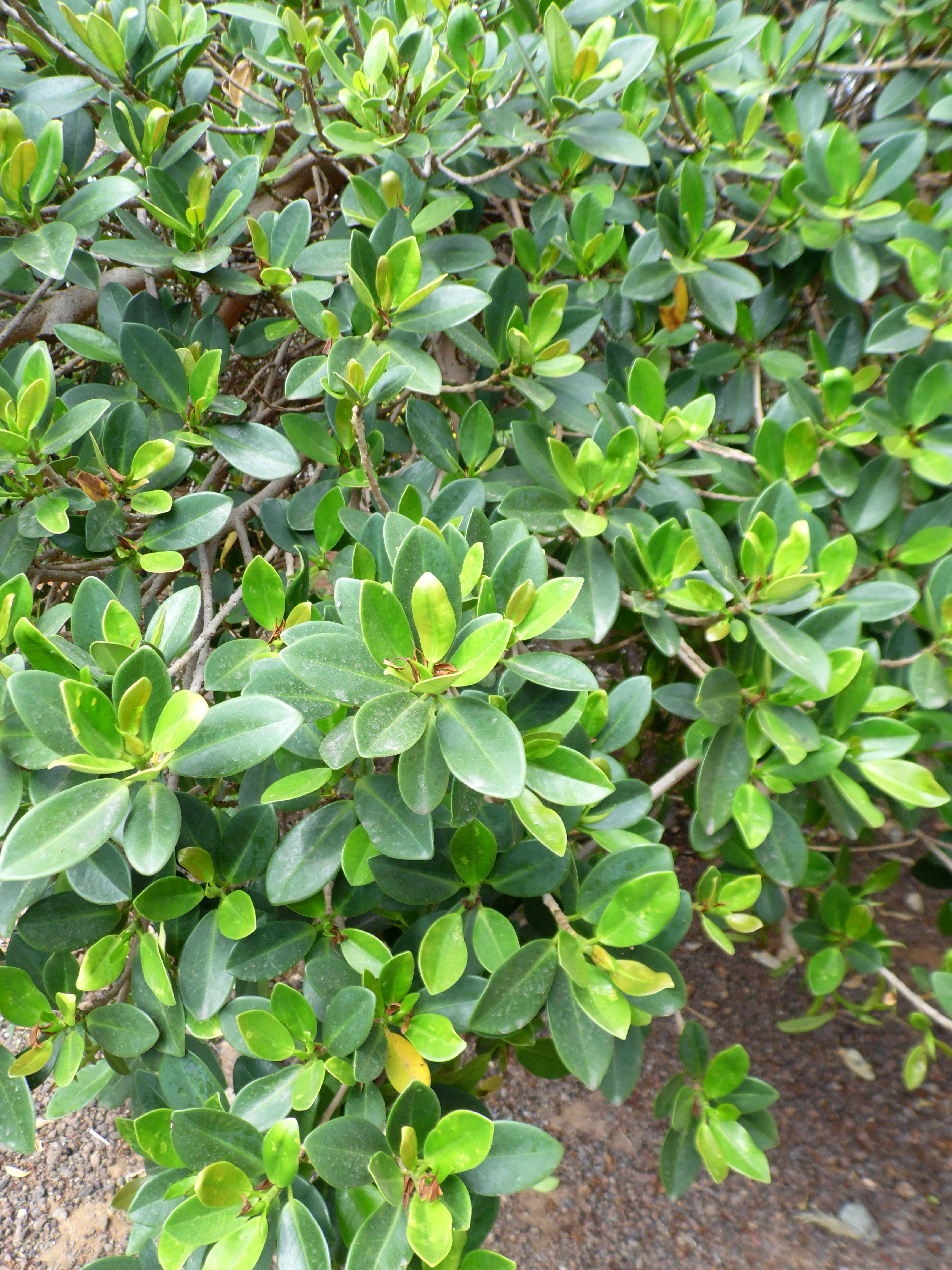
Follaje

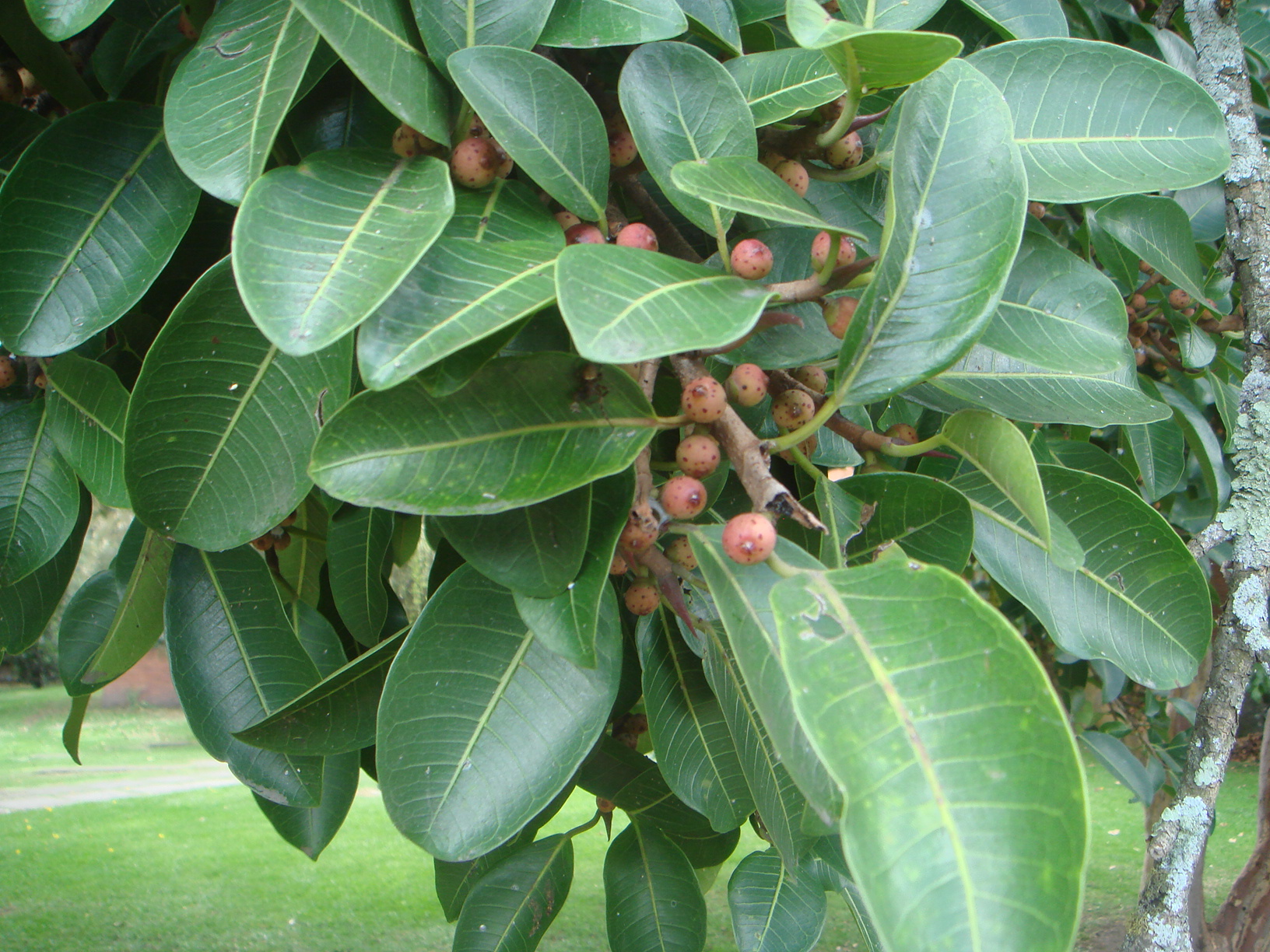
Frutos

## Descripción
Ficus americana es un árbol que alcanza un tamaño de hasta 20 m de alto, generalmente iniciándose como epífita pero luego manteniéndose independiente; las ramas glabras, grises a cafés. Hojas elípticas a obovadas, de 4–11 cm de largo y 1–3.5 cm de ancho, agudas a cortamente acuminadas en el ápice, cuneadas a redondeadas en la base, glabras, lisas, rígidamente subcoriáceas y café-rojizas cuando secas, nervios secundarios y terciarios inconspicuos; pecíolos de 0.4–1.4 cm de largo, glabros, estípulas 0.5–1 cm de largo, glabras. Higos 2 por nudo, globosos, 0.5–0.8 cm de diámetro, glabros, verdes a rojos, a veces con manchas, ostíolo plano, pedúnculos 3–8 mm de largo, glabros, brácteas basales 2, de 1 mm de largo, glabras.

## Reproducción
Ficus americana tiene un obligado mutualismo con las avispas de la familia Agaonidae; las flores sólo son polinizadas por las avispas del higo, y las avispas del higo sólo pueden reproducirse en las flores del higo. En general, cada especie de higo depende de una sola especie de avispa para la polinización. Las avispas son dependientes de manera similar en sus especies de higuera con el fin de reproducirse.
Higos en la sección Americana de subgénero Urostigma son polinizadas por avispas en el género Pegoscapus. Pegoscapus clusiifolidis  fue descrita en comunidad de Ficus clusiifolia (un sinónimo de F. americana ). Otro estudio se refiere a P. insularis como polinizador de F. perforata (otro sinónimo de F. americana). Ese estudio también encontró que P. insularis representa un complejo críptico de especies.

## Distribución
Ficus americana se encuentra en las Antillas, desde las Bahamas a Trinidad y Tobago.  También aparece en México, Guatemala, Belice, Honduras, Nicaragua, El Salvador, Costa Rica, Panamá, Colombia, Venezuela, Guyana, Surinam, Ecuador, Perú, Bolivia y Brasil.  Ha sido introducida en Florida, USA y han escapado del cultivo.

## Ecología
Los higos son a veces considerados como potenciales especies clave en las comunidades de animales frugívoros; sus patrones asíncronos de fructificación pueden causar que sean fuentes importantes de fruta cuando otras fuentes de alimentos son escasos. En el Parque nacional natural Tinigua en Colombia, Ficus americana era un importante productor de frutas durante los períodos de escasez de fruta en dos de cada tres años. El ecólogo colombiano Pablo Stevens lleva a considerar que hay un potencial clave de especies en ese sitio.
La interacción entre los higos y las avispas de higo es especialmente conocida. Además de sus polinizadores, las especies de Ficus son explotadas por un grupo de  avispas chalcidoideas no polinizadoras cuyas larvas se desarrollan en sus higos. Tanto las avispas polinizadoras como las no polinizadoras sirven como anfitriones para avispas parasitoides. Además de las polinizadoras Pegoscapus,  las avispas no polinizadoras pertenecientes a los géneros Heterandrium, Aepocerus y Idarnes fueron encontrados en los higos de F. americana en Brasil.

## Taxonomía
Ficus americana fue descrita por Jean Baptiste Christophore Fusée Aublet; publicado en Histoire des Plantes de la Guiane Françoise 2: 952. 1775.
Etimología
Ficus: nombre genérico que se deriva del nombre dado en latín al higo.
americana: epíteto geográfico que alude a su localización en América.
Variedades aceptadas
- Ficus americana subsp. andicola (Standl.) C.C.Berg
- Ficus americana subsp. greiffiana (Dugand) C.C.Berg
- Ficus americana subsp. guianensis (Desv. ex Ham.) C.C.Berg
- Ficus americana subsp. subapiculata (Miq.) C.C.Berg

Sinonimia
| Ficus perforata L. Ficus andicola Standl. Ficus archeri Standl. Ficus chaponensis Dugand Ficus chiribiquetensis Dugand Ficus chiriquiana (Miq.) Miq. Ficus chocoensis Dugand Ficus clusiifolia Schott Ficus corpulenta Pittier Ficus cundinamarcensis Dugand Ficus erratica Standl. Ficus estanislana Dugand Ficus eugeniifolia (Liebm.) Hemsl. Ficus fadyenii Miq. Ficus georgii Standl. & L.O.Williams Ficus gleasonii Standl. Ficus greiffiana Dugand Ficus grenadensis Warb. Ficus guianensis Desv. Ficus jacquiniifolia A.Rich. Ficus lehmannii Standl. Ficus liebmanniana (Miq.) Miq. Ficus machetana Dugand Ficus maitin Pittier Ficus maroana Pittier Ficus martinii Miq. Ficus mathewsii Miq.) Miq. Ficus mensalis Standl. Ficus metensis Dugand Ficus myriasycea Pittier | Ficus niceforoi Dugand Ficus oblanceolata Rusby Ficus oerstediana (Miq.) Miq. Ficus omphalophora Warb. Ficus ovalifolia Pittier Ficus parkeriana (Miq.) Sandwith Ficus popayanensis Standl. Ficus rigidifolia Pittier Ficus sintenisii Warb. Ficus soatensis Dugand Ficus soatensis Dugand var. bogotensis Dugand Ficus sprucei Standl. Ficus subapiculata (Miq.) Miq. Ficus umbonigera Warb. Ficus vaupesana Dugand Ficus wilsonii Warb. Pharmacosycea parkeriana Miq. Urostigma eugeniaefolium Liebm. Urostigma chiriquianum Miq. Urostigma liebmannianum Miq. Urostigma mathewsii Miq. Urostigma oerstedianum Miq. Urostigma subapiculatum Miq. Ficus anacardiifolia Kunth & C.D. Bouché Ficus arbutifolia Link Ficus consanguinea Kunth & C.D. Bouché Ficus fresnoensis Dugand Ficus periplocifolia Kunth & C.D. Bouché Ficus splendens Kunth & C.D. Bouché |